# Teorie uzavírání
Teorie uzavírání (německy Schliessung, anglicky Social closure) je sociologický pojem popisující interakci a vzájemné chování různých sociálních vrstev při jejich boji o dostupné zdroje. V základě se skládá z vymezování hranic, konstruování identit a stavbě společenstev k získání přístupu k jinak obtížně dostupným zdrojům. Teoretici uzavírání nepovažují společnost za homogenní entitu. Vychází z předpokladu, že během vývoje prochází společnost různými děleními, díky nimž dochází k formaci různorodých sociálních seskupení. Některé zdroje jsou dostupné všem, nemají tedy tzv. vstupní eliminaci, ale většina z nich zůstává přístupna pouze určité části. Této (většinou) minoritě se členství zaručuje, zatím co zbytek je trvale vyloučen. Teorie uzavírání je všudypřítomná, prosakuje všemi sociálními skupinami po celém světě a jedinec se s ní setkává už od útlého dětství (rozdělování ve školce, škole).

## Vznik
Teorie uzavírání je rozvíjena řadou protagonistů od 70. let 20. století na základě prací Maxe Webera. Mezi hlavní protagonisty této teorie patří britský sociolog Frank Parkin (viz níže), americký sociolog Randal Collins, jenž se v této oblasti zaměřoval především na vzdělávání, jakožto prostředek k monopolizaci nároků na danou pozici, a kanadský antropolog a sociolog Raymond Murphy. Teorie reaguje především na některé nedostatky klasické teorie tříd spojené s přechodem k postindustriální společnosti a snaží se tak zacílit na všechny způsoby a skupiny, které vyvíjí snahy o monopolizaci svých zdrojů a uzavírají k nim tak přístup ostatním. Na rozdíl od klasické teorie tříd teoretici uzavírání zohledňují i konflikty probíhající uvnitř dané třídy (např. dělníci dané země vůči migrantům, muži mohou vystupovat proti uznání stejných práv u žen apod.), význam etnických, genderových a rasových rozdílů, dále pak zohledňují existenci kolektivních nároků na výhody jiného než ekonomického druhu (např. vzdělání, sociální práva, zkrácení pracovní doby apod.) a lépe reflektují vnitřní různorodost společnosti, která je dle Marxe naopak založena pouze na dichotomii mezi buržoazií a proletariátem.
Zkušenost s komunistickými režimy navíc ukázala, že uzavírání není spojeno čistě s kapitalismem, ale je přirozenou součástí společnosti a nejde zcela redukovat, ale pouze omezit.

## Teoretický rámec

### Frank Parkinova teorie uzavírání
Frank Parkin rozvíjí své myšlenky v jeho díle Marxism and class theory: A Burgeois critique (zatím nepřeloženo do češtiny) kde se věnuje především marxistickému pohledu na socialistický stát. Centrálním bodem jeho zájmu je tzv. „způsob produkce“ – pojem zahrnující jak lidskou pracovní sílu, tak práci strojů. Kritizuje především její rozdělení a rozdělení společnosti obecně. Teorii uzavírání popisuje následovně:
„The process by which social collectives seek to maximize rewards by restricting access to resources and opportunities to a limited circle of eligibles. This entails the singling out of certain social or physical attributes as the justificatory basis of exclusion. Weber suggests that virtually any group attribute — race, language, social origin, religion — may be seized upon provided it can be used for "the monopolization of specific, usually economic opportunities". This monopolization is directed against competitors who share some positive or negative characteristic; its purpose is always the closure of social and economic opportunities to outsiders. The nature of these exclusionary practices, and the completeness of social closure, determine the general character of the distributive system.“ 
— Frank Parkin, 1979a, s. 44
To se dá v češtině interpretovat následovně: „Proces, kterýmž se sociální soubory snaží maximalizovat své výnosy tím, že omezují přístup ke zdrojům a příležitostem určitému kruhu lidí. Toto umožňuje sjednocení určitých sociálních a fyzických hodnot jako opodstatnění pro základy exkluze. Weber vysvětluje, že jakákoliv vlastnost charakterizující skupinu (rasa, jazyk, sociální původ, náboženství) může být použita k ovládnutí určitého, nejčastěji ekonomického, zdroje. Tato monopolizace je směřována přímo ke konkurenci, která sdílí buď kladné nebo záporné rysy. Jejím hlavním účelem je zamezení přístupu outsiderům společnosti. Podstata a celistvost těchto vylučovacích praktik a metod nám celkově determinuje charakter distribučních systémů.“
Parkin identifikuje dva hlavní typy uzavírání:„vylučování“ (exkluze) a „usurpace“. Charakteristickým rysem vylučování je snaha jedné skupiny zajistit si privilegovanou pozici na úkor jiné skupiny prostřednictvím procesů jejího podřízení." Parkin metaforicky popisuje tuto strategii jako použití síly směrem shora dolů.
Typ „usurpace“ naopak znamená použití síly směrem nahoru skupinami podřízených, které byly vytvořeny uzavíráním typu „vylučování“. Cílem usurpace je získat větší podíl na zdrojích, které jsou těmto skupinám odpírány.

Pravděpodobně nejinovativnějším aspektem Parkinova přínosu bylo to, že chtěl definovat třídy a zohlednit přitom různé strategie uzavírání, které využívají, což se odlišuje od klasického způsobu definování tříd s odkazem na určitou společenskou strukturu pozic. Buržoazie by tak mohla být podle něj definována uzavíráním typu „vylučování“, na rozdíl od například jejího vlastnictví výrobních prostředků. Stejně tak by mohla být určitá podřízená třída definována jejím spoléháním se na uzavíráním typu „usurpace“.
 „Známé rozlišení mezi buržoazií a proletariátem, může být chápáno jako výraz konfliktu mezi třídami definovanými nikoli ve vztahu k jejich místu v produkčním procesu, ale ve vztahu k jejich převládajícím typům uzavírání, vylučování a usurpace.“ 
- Frank Parkin, 1979a, s. 46

## Mechanismy
Teorii lze jednoduše popsat dvěma základními pojmy: uzurpace a exkluze (vylučování). V případě, že se vyšší vrstva rozhodne vytvořit monopol na zdroje určitého druhu, středním a nižším skupinám zbývají dvě možnosti. Buď se mohou rozhodnout pro přístup uzurpace, tj. snažit se násilnou formou získat zpět to, co jim bylo odňato. Tato taktika může začít pouze změnou nově utvořených pravidel na ty původní či naprostým zbavením moci a dominance vrstvy vyšší (například vyvlastnění či redistribuce). Druhou možností je přístup exkluze(vylučování), kdy střední vrstvy budou usilovat o ponížení/vyloučení vrstev nižších, aby je zbavili i toho mála, co vlastní. I když nebudou mít přístup k opravdové moci (tu neustále vlastní nejvyšší vrstva), využijí své pozice k vylepšení svých vlastních podmínek na úkor těch slabších. Tento způsob nahrává především buržoazii, jelikož si takto může být jistá svou bezpečností.